# 후안 마요르가

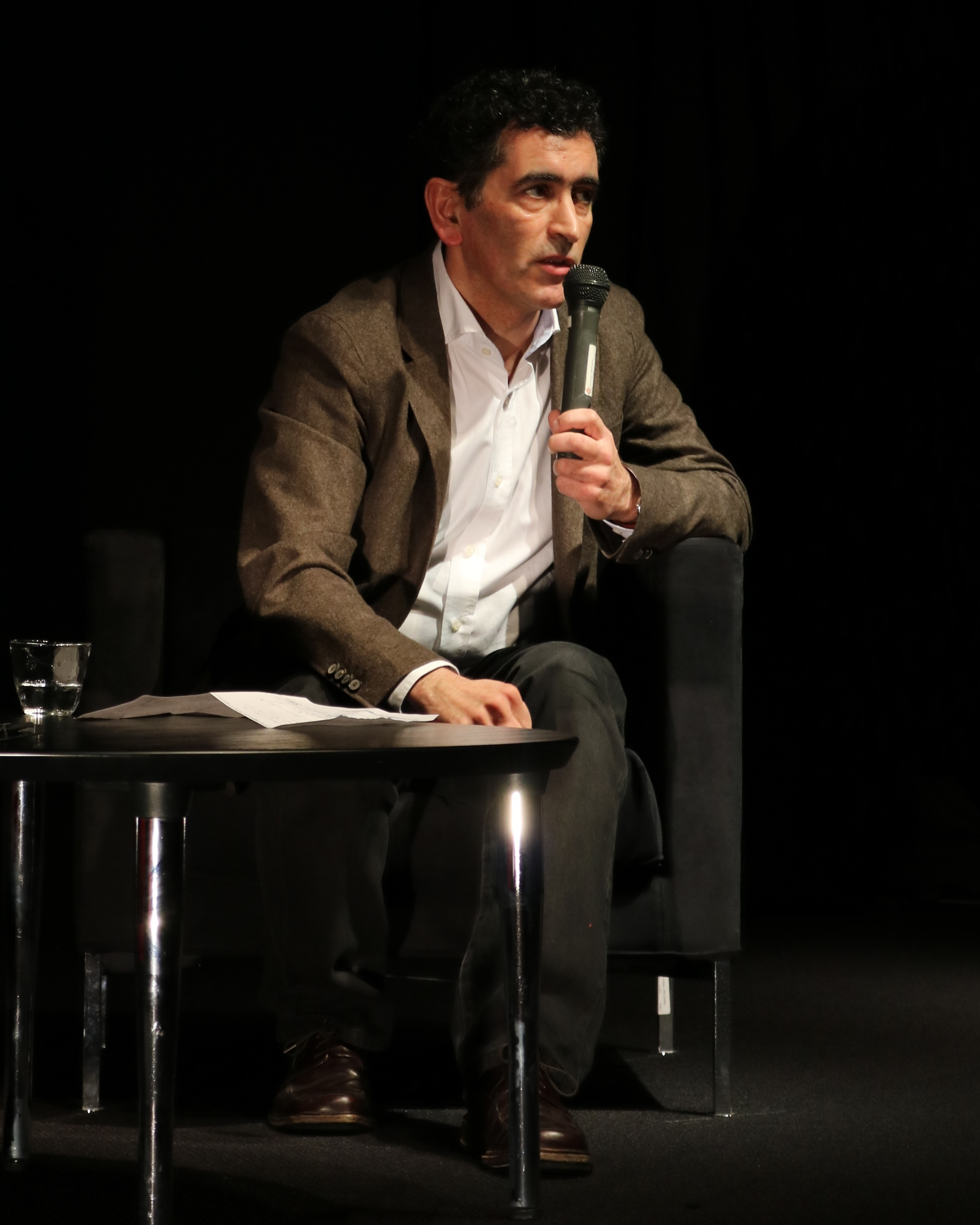

후안 마요르가(Juan Mayorga, 1965년∼)는 스페인의 문학가이다.

## 생애
1965년 마드리드에서 태어나 현재 스페인, 특히 마드리드를 대표하는 극작가로 활발한 활동을 벌이고 있다. 1997년에 철학박사 학위를 받았고 2003년에는 <보수주의 혁명과 혁명적 대화: 발터 베냐민에 있어서 정치와 기억>이라는 철학 관련 저서도 출판했다. 또한, 수학도 전공하여 5년간 마드리드와 근처 도시의 중·고등학교 수학 교사로 지내기도 했다. 1998년부터는 마드리드 드라마 예술 왕립학교에서 극작과 철학 교수로 재임하고 있다. 수학을 전공한 그의 이력답게 그는 극 언어가 수학처럼 정확해야 한다고, 1그램의 지방도 가져서는 안 된다고 말하며 수학, 철학, 연극에 대해 다음과 같은 견해를 밝힌다. “좋은 수학자는 우주를 공식으로 요약할 수 있으며 좋은 극작가는 인물의 변화가 단 하나의 반론으로 이루어진다는 것을 알게 해야 한다. 철학은 연극과 정반대인 것처럼 보이지만 위대한 작가들은 사고에 몸을 입혔고 추상적인 것을 구체적인 것으로 만들 수 있었다.”

## 작품목록
- ＜일곱 명의 선한 사람들(Siete hombres buenos)＞(1989)
- ＜더 많은 재(Mas ceniza)＞(1994)
- ＜스탈린에게 보내는 사랑의 편지(Cartas de amor a Stalin)＞(1999)
- ＜뚱뚱이와 홀쭉이(El Gordo y el Flaco)＞(2000)
- ＜천국의 길( Himmelweg, Camino del cielo)＞(2003)
- ＜하멜린(Hamelin)＞(2005, 국립연극상, 막스상 수상)
- ＜맨 끝줄 소년(El chico de la ultima fila)＞(2006, 막스상 수상)
- ＜영원한 평화(La paz perpetua)＞(2008)
- ＜다윈의 거북이(La tortuga de Darwin)＞(2008, 막스상 수상)

이외에도 많은 작품들이 있으며 스페인이나 다른 나라의 고전을 각색하여 무대에 올리기도 한다. 참고로 막스(Max)상은 1998년부터 스페인 작가, 출판인협회 회원들이 같은 분야의 동료들을 격려하는 차원에서 한 해 동안 무대에 오른 공연물들 중 가장 우수한 작품을 투표로 결정해 주는 상이다. 이는 브로드웨이의 토니상, 영국의 올리버상에 해당되는 매우 권위 있는 상으로 2009년에 후안 마요르가는 ＜다윈의 거북이＞로 2006년과 2008년에 이어 수상했다. 그의 작품들은 영어, 프랑스어는 물론 이탈리아어, 포르투갈어, 폴란드어, 아랍어, 그리스어 등 다양한 언어로 번역되어 각 나라 무대에 소개되고 있다.